# Владимиро-Ніколаєвський
Влади́миро-Нікола́євський (рос. Владимиро-Николаевский, башк. Владимир-Николаев) — хутір у складі Зілаїрського району Башкортостану, Росія. Входить до складу Зілаїрської сільської ради.
Населення — 27 осіб (2010; 27 в 2002).
Національний склад:
- росіяни — 70%
- українці — 30%